# Гостья (фильм)
«Гостья» (англ. The Host) — фильм режиссёра Эндрю Никкола, экранизация одноимённого романа Стефани Майер, в главных ролях Сирша Ронан, Макс Айронс и Джейк Абель. В США премьера состоялась 29 марта 2013 года, в России — 28 марта 2013 года.

## Сюжет
На Земле царит мир. Голода больше нет. Нет жестокости. Планета исцелена. Честность, доброта и порядочность стали общепринятой нормой поведения. Люди стали честными, добрыми и уважительными. Наш мир никогда не был столь идеален.
Только это больше не наш мир.
Нас захватила инопланетная раса. Пришельцы вселились в тела почти всех людей на планете. Немногие из тех, кто выжил, находятся в бегах.
Действие происходит в будущем. Население планеты порабощено инопланетянами, называющими себя «Души» и оккупирующими тела землян. У тех, кто оказался под контролем Душ, зрачок глаза приобретает серебристую окантовку. Абсолютное большинство превратилось в покорных, безэмоциональных существ. На земле побеждены войны, нищета, травмы и болезни. Девушка Мелани также подверглась захвату со стороны пришельцев. Душа пришельца Странницы, которая до Земли успела прожить жизни на восьми других населённых планетах, была пересажена, но Мелани оказала ей сопротивление и сбежала. Внутри её разума происходит схватка. Неожиданно Мелани и Странница начинают находить общий язык. Странница пытается понять психологию и поведение землян и постепенно меняется.
Под воздействием воспоминаний Мелани Странница находит младшего брата Джейми и парня Джареда в небольшой колонии землян, ведущих примитивное хозяйство где-то в глубинке. Колонистов мучает вопрос — как им вернуть обратно Землю. Они не сразу мирятся с подозрительной девушкой и даже полагают, что личность Мелани погибла. Положение осложняется тем, что один из колонистов Иэн влюбляется в Странницу (но не в Мелани). Странница (Анни) признаётся, что Мелани жива.
Джейми ранится о серп, и его рана начинает загнивать, ему срочно нужна помощь, но людских лекарств уже нет, и Анни помогает добыть медицинскую технологию пришельцев, которая позволяет излечивать любые раны. Док (доктор колонии) ведёт эксперименты по извлечению Душ из тел землян. Анни предлагает ему научиться, как это делать без вреда для жизней обеих рас, в обмен на одну услугу. Землянам удаётся захватить Искателя, которая преследовала Анни. Странница объясняет доктору, как можно извлечь Душу из тела землянина, и на Искателе успешно проводят такую операцию. Душу переносят в специальный контейнер и отсылают на другую планету.
Теперь Странница уже сама хочет покинуть тело землянки и вернуть Мелани её нормальную жизнь, но на другую планету она не полетит, она хочет умереть на самой удивительной планете — Земле. Мелани так сдружилась со Странницей, что не хочет с ней расставаться. Через некоторое время Анни приходит в себя и узнаёт, что её Душу пересадили в тело девушки, разум которой не вернулся после извлечения оккупировавшей её Души. Мелани воссоединяется с Джаредом, а Странница — с Иэном. Колония землян находит ещё одну группу выживших, и борьба за освобождение Земли продолжается.

## В ролях
- Сирша Ронан — Мелани Страйдер / Странница (Анни)[5]
- Макс Айронс — Джаред Хоу[6]
- Джейк Абель — Иэн O’Шей[6]
- Уильям Хёрт — Джебедайя «Джеб» Страйдер[7]
- Диана Крюгер — Искательница / Лейси[8]
- Бойд Холбрук — Кайл O’Шей[9]
- Чандлер Кентербери — Джейми Страйдер[9]
- Фрэнсис Фишер — Магнолия «Мэгги» Страйдер[10]
- Скотт Лоуренс[англ.] — Док (Евстафий)[11]
- Маркус Лайл Браун — целитель Фордс
- Мустафа Харрис — Брандт
- Шон Картер Петерсон — Уэс
- Рэйдэн Грир — Лили
- Эмили Браунинг — Странница (Анни) / Лепа (Лепесток-в-лунном-свете)

## Съёмки
Съёмки начались 13 февраля 2012 года и проходили в Луизиане и Нью-Мексико. Закончились 28 апреля 2012 года.